# バッド・ブロマンス
『バッド・ブロマンス』（原題：The D Train）は、2015年にアメリカ合衆国で公開されたコメディ映画である。監督はジャレッド・ポールとアンドリュー・モーゲル、主演はジャック・ブラックとジェームズ・マースデンが務めた。なお、本作はポールとモーゲルの映画監督デビュー作となった。
本作は日本国内で劇場公開されなかったが、2016年4月23日にDVDが発売された。

## 概略
ダニエル・グレゴリー・ランズマン（ダン）はピッツバーグ高校の同窓会の会長を自称する風変わりな人物であった。ダンは20年ぶりに同窓会を開こうとしたが、昔の仲間たちと頻繁に連絡を取っていたわけではなかったため、大勢が来てくれる保証はなかった。どうすれば多くの旧友に参加してもらえるかと思い悩んだ末に、ダンは同じクラスにいたオリヴァー・ローレスがテレビタレントとして大活躍していることに思い至る。「大スターのオリヴァーが同窓会に参加すれば、きっと皆も来てくれるはずだ」と確信したダンはすぐさまロサンゼルスに向かったが、ここに大きな勘違いがあった。オリヴァーは無名の俳優に過ぎず、ダンが見たCMの仕事もやっとの思いで掴んだものだったのである。当初、オリヴァーはダンの誤解を解こうとしたが、彼の勢いと熱意に負けてしまい、自分が大スターであるかのように演じる羽目になってしまう。

## キャスト
※括弧内は日本語吹替
- ダニエル・グレゴリー・ランズマン（ダン） - ジャック・ブラック（高木渉）
- オリヴァー・ローレス - ジェームズ・マースデン（志賀麻登佳）
- ステイシー・ランズマン - キャスリン・ハーン（衣鳩志野）
- ビル・シューマー - ジェフリー・タンバー（丸山壮史）
- ザック・ランズマン - ラッセル・ポズナー（河西健吾）
- クレイグ - ヘンリー・ジェブロフスキー（英語版）
- ランディ - カイル・ボーンハイマー
- ジェリー - マイク・ホワイト
- ルーシー - コリーナ・ライオンズ
- タージ - ドナ・デュプランティエ
- レニーナ - シャーロット・ゲイル
- アリッサ - デニス・ウィリアムソン（英語版）
- デイル・ハーキン - ハン・ソト
- ヘザー - ダニエル・グリーナップ
- ダーモット・マローニー - 本人

なお、ワシントンD.C.一帯で放送されているラジオ番組『ザ・スポーツ・ジャンキーズ』の司会者たちが本作にカメオ出演している。

## 製作
2014年2月10日、ジャック・ブラックとジェームズ・マースデンが本作に起用されたと報道があった。3月17日、本作の主要撮影がニューオーリンズで始まった。なお、ブラックのスケジュールの都合で、本作の撮影は21日間というハイペースで行われた。

## 公開・興行収入
2015年1月23日、本作はサンダンス映画祭にてプレミア上映された。
5月8日、本作は全米1009館で封切られ、公開初週末に44万7000ドル余りを稼ぎ出し、週末興行収入ランキング初登場19位となった。この数字は拡大公開作としては異例の低さであった。

## 評価
本作に対する批評家の評価は伸び悩んでいる。映画批評集積サイトのRotten Tomatoesには126件のレビューがあり、批評家支持率は50%、平均点は10点満点で5.6点となっている。サイト側による批評家の見解の要約は「『バッド・ブロマンス』はジャック・ブラックに演技の幅の広さを示す絶好の機会を提供したが、キャラクターの造型が余りにも雑なので、映画としてのまとまりに欠ける。」となっている。また、Metacriticには33件のレビューがあり、加重平均値は55/100となっている。